# Cenerentola (film 1920)
Cenerentola è un film del 1920 diretto da Ugo Falena e Giorgio Ricci, ispirato alla fiaba di Charles Perrault.

## Produzione
Prima versione cinematografica italiana della celebre fiaba di Perrault, venne distribuita nelle sale cinematografiche italiane nel settembre del 1920.